# الإنسان الحديث المبكر
الإنسان الحديث المبكر (EMH) أو الإنسان الحديث تشريحيًا (AMH)، هما مصطلحان يُستخدمان للتمييز بين الإنسان العاقل الذي يتوافق تشريحيًا مع النمط الظاهري الموجود في البشر المعاصرين، والأنواع البشرية القديمة المنقرضة. هذا التمييز يُعد مفيدًا بشكل خاص في الفترات والمناطق التي تعايش فيها البشر الحديثون والأنواع القديمة، مثل أوروبا في العصر الحجري القديم. من بين أقدم بقايا الإنسان العاقل المعروفة هي تلك الموجودة في موقع أومو كيبيش الأول في جنوب غرب إثيوبيا، والتي تعود إلى حوالي 233,000 إلى 196,000 سنة مضت، وموقع فلوريسباد في جنوب إفريقيا والذي يعود تاريخه إلى حوالي 259,000 سنة، وموقع جبل إيغود في المغرب، الذي يعود تاريخه إلى حوالي 315,000 سنة مضت.
تشمل الأنواع المنقرضة من جنس الإنسان الإنسان المنتصب الذي عاش منذ ما يقرب من 2 إلى 0.1 مليون سنة، بالإضافة إلى عدد من الأنواع الأخرى التي اعتبرها بعض العلماء أنواعًا فرعية من الإنسان العاقل أو الإنسان المنتصب. يُقدّر أن السلالة المؤدية إلى الإنسان العاقل تفرعت عن أسلاف الإنسان المنتصب أو الأنواع الوسيطة مثل أسلاف الإنسان في أفريقيا منذ حوالي 500,000 سنة. تظهر أقدم الأدلة الأحفورية للإنسان الحديث المبكر في أفريقيا منذ حوالي 300,000 عام، كما تظهر أقدم الانقسامات الجينية بين البشر المعاصرين في نفس الفترة تقريبًا. من المعروف أن هناك اختلاطًا بشريًا قديمًا مستمرًا مع البشر المعاصرين في كل من أفريقيا وأوراسيا، بين حوالي 100,000 و 30,000 سنة مضت.

## الاسم والتصنيف
صاغ كارولوس لينيوس الاسم الثنائي للإنسان العاقل في عام 1758. الاسم اللاتيني "homō" (مع المضاف إليه "hominis") يعني "كائن بشري"، بينما كلمة "sapiēns" تعني "مميز، حكيم، عاقل".

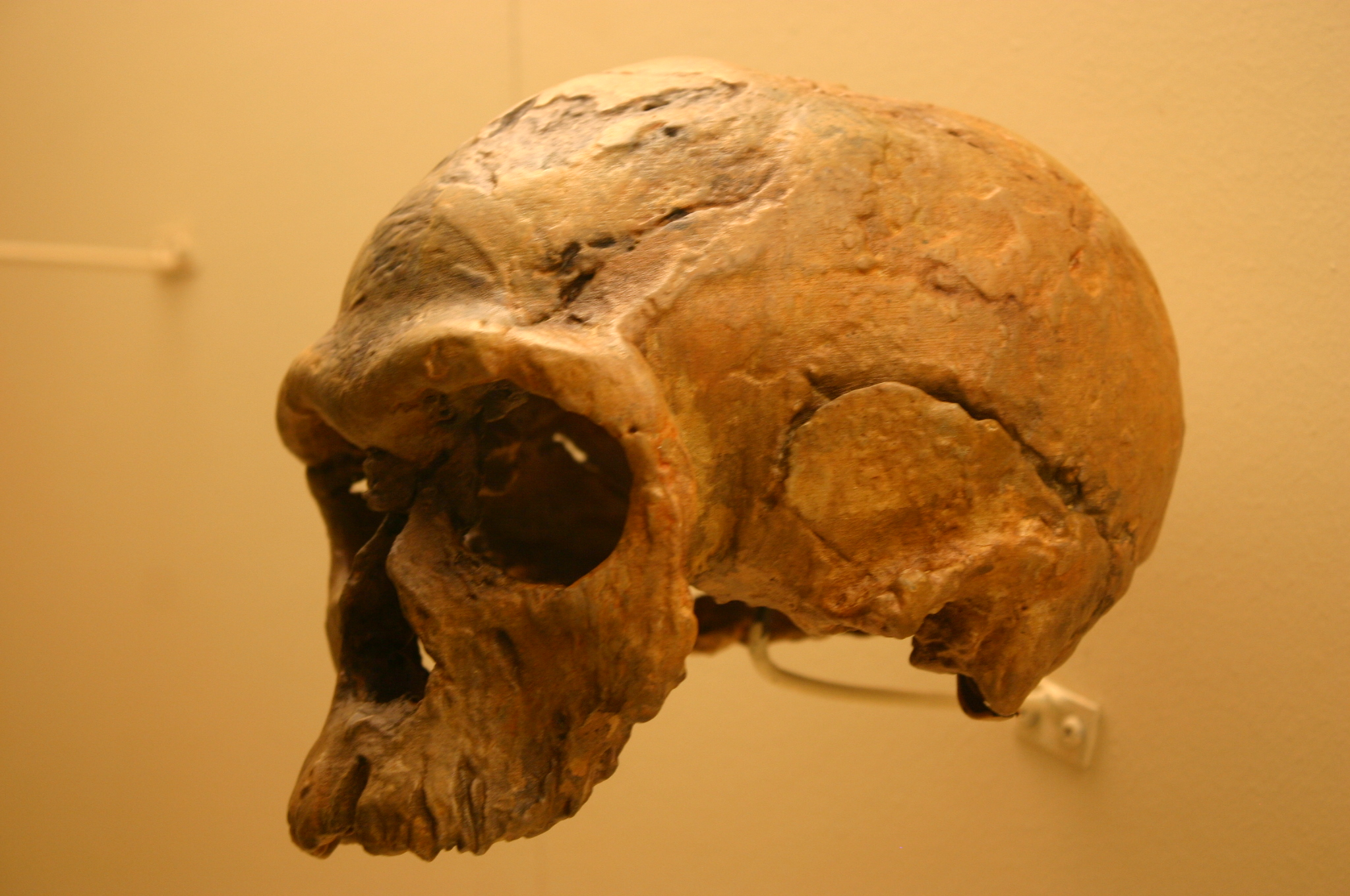
جمجمة جبل إيغود في المغرب.

كان يُعتقد في البداية أن الإنسان العاقل نشأ من سلف داخل جنس الإنسان منذ حوالي 300,000 إلى 200,000 عام. لكن التحدي في التصنيف المورفولوجي لـ"حديث تشريحيًا" هو أنه لم يشمل بعض السكان الموجودين. ولذلك، تم اقتراح تعريف يعتمد على النسب (التصنيف التفرعي) للإنسان العاقل، حيث يشير الإنسان العاقل بحكم التعريف إلى سلالة الإنسان الحديث بعد الانفصال عن سلالة إنسان نياندرتال. هذا التعريف كان من شأنه أن يمدد عمر الإنسان العاقل إلى أكثر من 500,000 عام.
تتراوح التقديرات حول الانقسام بين خط الإنسان العاقل وخط إنسان نياندرتال/دينيسوفان المشترك بين 503,000 و565,000 عام مضت؛ وبين 550,000 و765,000 عام مضت؛ وربما أكثر من 800,000 عام مضت بناءً على معدلات تطور الأسنان.
تم تقسيم السكان البشريين الحاليين تاريخيًا إلى أنواع فرعية، لكن منذ ثمانينيات القرن العشرين، تميل جميع المجموعات إلى أن تندرج في نوع واحد هو الإنسان العاقل، متجنبة التصنيف إلى أنواع فرعية تمامًا.
تُظهر بعض المصادر إنسان نياندرتال كنوع فرعي (إنسان نياندرتال العاقل)، بينما صنف البعض العينات المكتشفة من نوع إنسان روديسيا كنوع فرعي، لكن الأكثر شيوعًا هو أن يتم التعامل مع هذين النوعين كنوعين منفصلين ضمن جنس الإنسان، وليس كنوع فرعي ضمن الإنسان العاقل.
يُعتبر جميع البشر جزءًا من النوع الفرعي (تحت نوع الإنسان العاقل)، وهو التصنيف الذي كان موضع نقاش نظرًا لأن النوع لا يُمنح عادةً فئة النوع الفرعي ما لم يكن هناك دليل على وجود أنواع فرعية متعددة مميزة.

## العمر والتكاثر

### الاشتقاق من الإنسان المنتصب
يُقدر أن تباعد السلالة التي من شأنها أن تؤدي إلى ظهور الإنسان العاقل من الأصناف البشرية القديمة المستمدة من الإنسان المنتصب، قد حدث منذ أكثر من 500,000 عام، مما يمثل انقسام سلالة الإنسان العاقل عن الأسلاف المشتركة مع أشباه البشر القدماء المعروفين الآخرين. لكن أقدم انقسام بين السكان البشريين الحديثين (مثل انقسام الكويسان عن مجموعات أخرى) تم تأريخه مؤخرًا إلى ما بين 350,000 و260,000 سنة مضت، وأقدم الأمثلة المعروفة لحفريات الإنسان العاقل ترجع أيضًا إلى نفس الفترة تقريبًا، بما في ذلك بقايا جبل إيغود من المغرب (حوالي 300,000 أو 350,000 إلى 280,000 سنة مضت)، جمجمة فلوريسباد من جنوب إفريقيا (حوالي 259,000 سنة مضت)، وبقايا أومو من إثيوبيا (حوالي 195,000، أو كما تم تأريخها مؤخرًا، حوالي 233,000 سنة مضت).

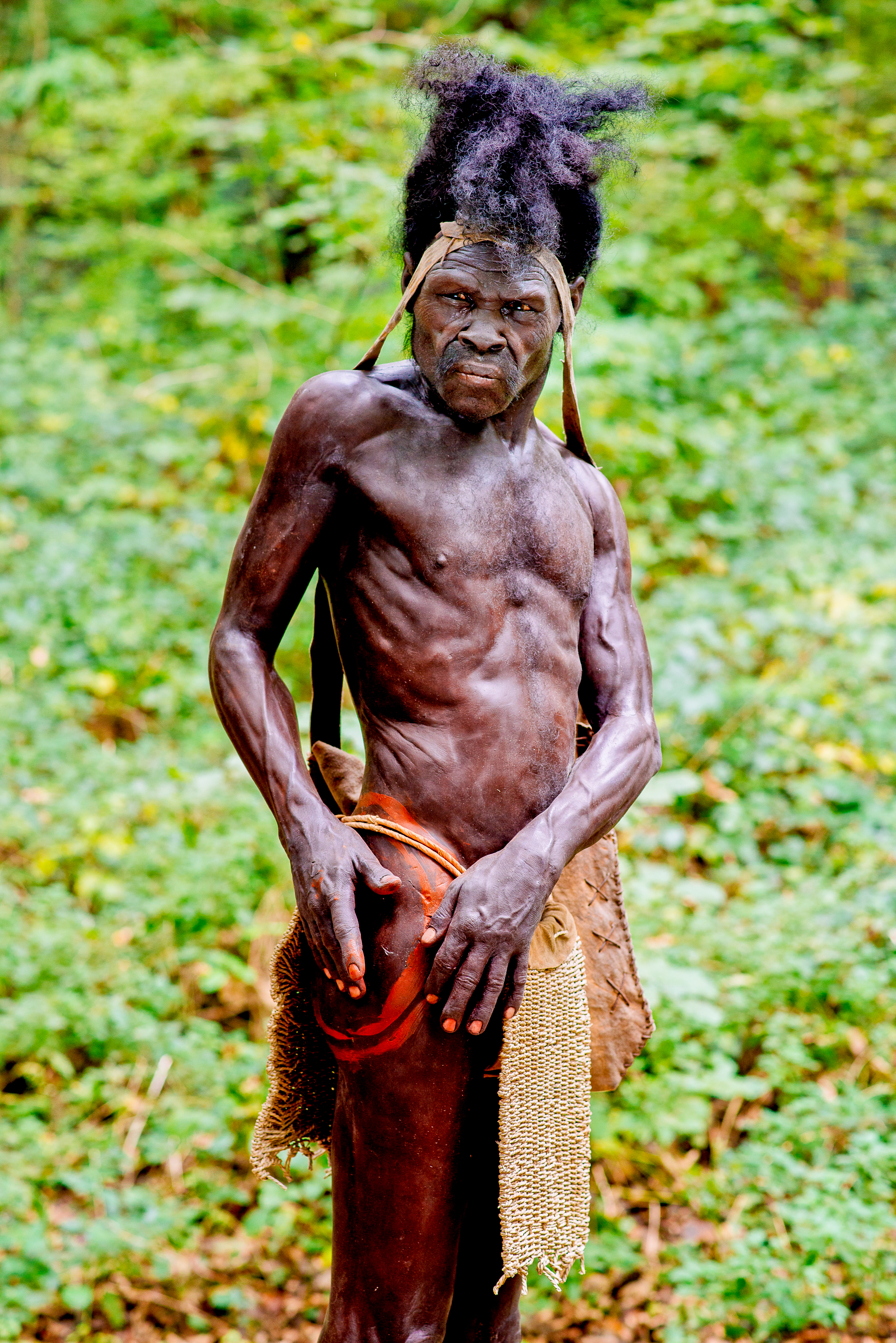
إعادة بناء إنسان عاقل مبكر من جبل إيغود بالمغرب، يعود تاريخه إلى حوالي 315 ألف سنة قبل الميلاد

اقترحت دراسة الحمض النووي للميتوكوندريا في عام 2019 أصل البشر الحديثين في بوتسوانا (وانقسام الكويسان) منذ حوالي 200,000 سنة. ومع ذلك، تعرض هذا الاقتراح لانتقادات واسعة النطاق من قبل العلماء، مع وجود أدلة حديثة بشكل عام (جينية، وأحفوريات، وأثرية) تدعم أصل الإنسان العاقل قبل حوالي 100,000 عام وفي منطقة أوسع من إفريقيا مما تقترحه الدراسة.
في سبتمبر 2019، اقترح العلماء أن أقدم الإنسان العاقل (وآخر سلف بشري مشترك للإنسان الحديث) نشأ منذ ما بين 350,000 و260,000 عام من خلال اندماج السكان في شرق وجنوب إفريقيا.
يحدد اقتراح بديل أن الإنسان العاقل هو تصنيف تفرعي يشمل سلالة البشر الحديثين منذ الانفصال عن سلالة إنسان نياندرتال، منذ ما يقرب من 500,000 إلى 800,000 عام.
تم تأريخ وقت التباعد بين الإنسان العاقل القديم وأسلاف إنسان نياندرتال وإنسان دينيسوفا بسبب الاختناق الجيني للأخير إلى 744,000 سنة مضت، جنبًا إلى جنب مع أحداث الاختلاط المبكرة المتكررة وتباعد إنسان دينيسوفا عن إنسان نياندرتال بعد 300 جيل من انفصالهم عن الإنسان العاقل، كما حسب روجرز وآخرون (2017).
لقد تمت مناقشة اشتقاق نوع واحد متجانس نسبيًا من الإنسان العاقل من أنواع أكثر تنوعًا من الإنسان البدائي (والتي تنحدر جميعها من الانتشار المبكر للإنسان المنتصب منذ حوالي 1.8 مليون سنة) من حيث نموذجين متنافسين خلال الثمانينيات: افترض "الأصل الأفريقي الحديث" ظهور الإنسان العاقل من مصدر سكاني واحد في إفريقيا، والذي توسع وأدى إلى انقراض جميع الأنواع البشرية الأخرى، بينما افترض نموذج "التطور متعدد المناطق" بقاء الأشكال الإقليمية للإنسان البدائي، التي تتقارب تدريجيًا إلى الأنواع البشرية الحديثة من خلال آلية التباين الإكلينيكي، عبر الانجراف الجيني وتدفق الجينات والاصطفاء الطبيعي طوال العصر البلستوسيني.
منذ عام 2000، أدى توافر البيانات من علم الوراثة الأثري وعلم الوراثة السكانية إلى ظهور صورة أكثر تفصيلاً، وسيطة بين السيناريوهين المتنافسين الموضحين أعلاه: يمثل التوسع الأخير خارج إفريقيا الجزء السائد من أصل الإنسان الحديث، في حين كانت هناك أيضًا أحداث اختلاط كبيرة مع البشر القدامى الإقليميين.
منذ سبعينيات القرن العشرين، غالبًا ما تم اعتبار بقايا أومو، التي يرجع تاريخها في الأصل إلى حوالي 195,000 عام، نقطة القطع التقليدية لظهور "البشر الحديثين تشريحيًا". منذ عام 2000، أدى اكتشاف بقايا أقدم ذات خصائص قابلة للمقارنة، واكتشاف التهجين المستمر بين السكان "الحديثين" و"القدامى" بعد وقت بقايا أومو، إلى فتح نقاش متجدد حول عمر الإنسان العاقل في المنشورات الصحفية. تم افتراض أن إنسان إيدالتو، الذي يعود تاريخه إلى 160,000 سنة مضت، هو نوع فرعي منقرض من الإنسان العاقل في عام 2003. كما تم اعتبار إنسان نياندرتال، الذي انقرض منذ حوالي 40,000 سنة، في وقت ما نوعًا فرعيًا من الإنسان العاقل النياندرتالي (H. s. neanderthalensis)
لطالما كان يُعتقد أن إنسان هايدلبيرج، الذي يعود تاريخه إلى 600,000 إلى 300,000 سنة مضت، هو مرشح محتمل ليكون آخر سلف مشترك لسلالات إنسان نياندرتال والإنسان الحديث. ومع ذلك، يبدو أن الأدلة الجينية من حفريات سيما دي لوس هويسوس المنشورة في عام 2016 تشير إلى أن إنسان هايدلبيرجينسيس بالكامل يجب أن يُدرج في سلالة إنسان نياندرتال، باعتباره "إنسان نياندرتال ما قبل" أو "إنسان نياندرتال المبكر"، في حين تم دفع وقت التباعد بين سلالة إنسان نياندرتال والسلالات الحديثة إلى ما قبل ظهور إنسان هايدلبيرجينسيس، إلى ما يقرب من 800,000 عام مضت، وهو الوقت التقريبي لاختفاء سلف إنسان هايدلبيرجينسيس.

### الإنسان العاقل المبكر
يُقصد بمصطلح العصر الحجري القديم الأوسط الفترة الزمنية التي تمتد من الظهور الأول للإنسان العاقل منذ حوالي 300,000 عام، وحتى الفترة التي تعتبرها بعض الدراسات بداية ظهور الحداثة السلوكية الكاملة، والتي تزامنت مع بداية العصر الحجري القديم العلوي منذ حوالي 50,000 عام.

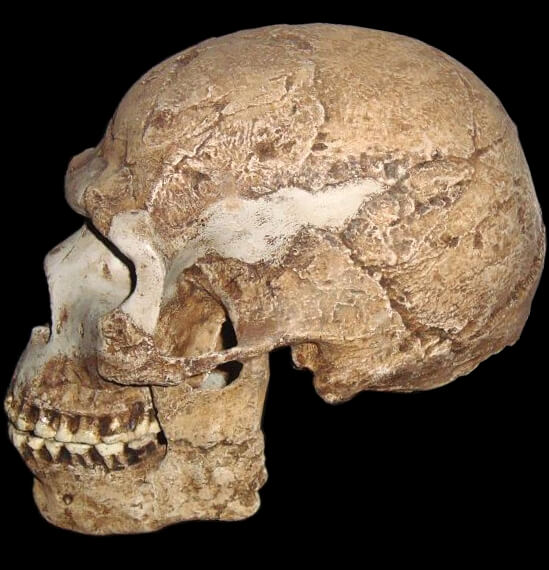
جمجمة (سخول 5) من فلسطين يعود تاريخها إلى ما بين 100 إلى 80 ألف سنة

تُظهر العديد من الاكتشافات البشرية الحديثة المبكرة، مثل تلك الموجودة في جبل إيغود، وأومو، والإنسان العاقل الأول، وجمجمة فلورسباد، وسخول، وكهف العظام، مزيجًا من السمات القديمة والحديثة. على سبيل المثال، يتميز الإنسان الموجود في سخول الخامس بخطوط حواجب بارزة ووجه بارز، لكن غلاف الدماغ مستدير تمامًا ويشبه غلاف دماغ البشر المعاصرين بدلاً من ذلك الذي لدى إنسان نياندرتال. لا يزال من غير المؤكد ما إذا كانت هذه السمات تعكس أصولًا مختلطة أو احتفاظًا بصفات قديمة.
ارتبط الهيكل العظمي "الرشيق" أو خفيف البنية للإنسان الحديث تشريحيًا بتغيير في السلوك، مثل زيادة التعاون و"نقل الموارد". هناك أيضًا أدلة على أن تطور الدماغ البشري، خاصة القشرة الجبهية الأمامية، ارتبط بتسارع استثنائي في تطور الأيض، بالتوازي مع انخفاض كبير في قوة العضلات. قد تعكس التغيرات السريعة في الأيض والمهارات المعرفية البشرية الفريدة، جنبًا إلى جنب مع انخفاض القوة العضلية، آليات موازية في التطور البشري.
تعد رماح شونينجن دليلاً على أن المهارات المتقدمة المعقدة كانت موجودة منذ 300,000 عام، مما يشير إلى أول دليل واضح على صَيْد الطرائد الكبيرة. كان لدى إنسان هايدلبيرغ بالفعل مهارات فكرية وإدراكية مثل التخطيط الاستباقي والتفكير الذي لم يُنسب سابقًا إلا إلى الإنسان الحديث.
تجعل الأحداث المستمرة للاختلاط بين السكان البشريين الحديثين تشريحيًا من الصعب تحديد عمر أحدث أسلاف مشتركة من خط الأم والأب للسكان المعاصرين، مثل حواء الميتوكوندريا وآدم الكروموسومي Y. تم تأجيل تقديرات عمر آدم الكروموسومي Y بشكل كبير مع اكتشاف سلالة قديمة من الكروموسوم Y في عام 2013، والتي يُقدّر عمرها بأكثر من 300,000 عام. ومع ذلك، لم تكن هناك تقارير عن بقاء الحمض النووي المشتق من البشر القدامى مما يعني أن عمر آخر سلف من خط الأب أو الأم لا يزال يتجاوز 500,000 عام.
تمت مقارنة الأسنان الأحفورية التي وجدت في كهف قاسم في فلسطين والتي تعود إلى ما بين 400,000 و200,000 سنة بالمواد السنية من أشباه البشر الأصغر سنًا من سخول وقفزة، ما ساهم في تعزيز فهمنا لتطور البشر في تلك الفترة.

## التشتت والاختلاط القديم
بدأ انتشار الإنسان العاقل المبكر بعد فترة وجيزة من ظهوره، كما يتضح من اكتشافات جبل إيرهود في شمال إفريقيا (يرجع تاريخها إلى حوالي 315000 عام). هناك دليل غير مباشر على وجود الإنسان العاقل في غرب آسيا منذ حوالي 270000 عام.
صُنِّفَت جمجمة فلوريسباد من فلوريسباد، جنوب إفريقيا، والتي يرجع تاريخها إلى حوالي 259000 عام، على أنها تمثل الإنسان العاقل المبكر. في سبتمبر 2019، اقترح العلماء أن أقدم الإنسان العاقل (وآخر سلف بشري مشترك للإنسان الحديث) نشأ منذ ما بين 350000 و260000 عام من خلال اندماج السكان في شرق وجنوب إفريقيا.
من بين السكان الحاليين، قد يمثل الصيادون وجامعو الثمار من شعب خوي سان (أو "الكابويد") في جنوب إفريقيا السكان البشريين الذين لديهم أقدم تباعد ممكن داخل مجموعة الإنسان العاقل. وقد تم تقدير وقت انفصالهم في دراسة أجريت عام 2017 بما بين 350 و260 ألف عام مضت، وهو ما يتوافق مع العمر المقدر للإنسان العاقل المبكر. وتنص الدراسة على أن تقدير وقت الانقسام العميق من 350 إلى 260 ألف عام مضت يتوافق مع التقدير الأثري لبداية العصر الحجري الأوسط في جميع أنحاء إفريقيا جنوب الصحراء الكبرى ويتزامن مع الإنسان العاقل القديم في جنوب إفريقيا والممثل، على سبيل المثال، بجمجمة فلوريسباد التي يرجع تاريخها إلى 259 (± 35) ألف عام مضت.
عاش الإنسان العاقل في منطقة أواش الوسطى في إثيوبيا منذ حوالي 160.000 عام، وعاش الإنسان العاقل في أومو كيبيش في إثيوبيا منذ حوالي 233.000-195.000 عام. تم تحديد أحفورتين من غوومدي بكينيا، يعود تاريخهما إلى ما لا يقل عن (وربما أكثر من) 180.000 عام و(بشكل أكثر دقة) إلى 300-270.000 عام، بشكل مبدئي للإنسان العاقل وتم ملاحظة أوجه التشابه بينهما وبين بقايا أومو كيبيش. تم التأكد من وجود أدلة أحفورية لوجود الإنسان الحديث في غرب آسيا منذ 177.000 عام، وتشير الأدلة الأحفورية المتنازع عليها إلى التوسع حتى شرق آسيا منذ 120.000 عام.
في يوليو 2019، أفاد علماء الأنثروبولوجيا باكتشاف بقايا عمرها 210000 عام لإنسان عاقل وبقايا عمرها 170000 عام لإنسان نياندرتال في كهف أبيديما، بيلوبونيز، اليونان، أي أقدم من بقايا إنسان عاقل سابقة في أوروبا بأكثر من 150000 عام.
يرتبط حدث انتشار كبير، داخل إفريقيا وإلى غرب آسيا، بالجفاف الأفريقي الضخم خلال MIS 5، الذي بدأ منذ 130000 عام. حددت دراسة أجريت عام 2011 أصل السكان الأساسيين للسكان البشريين المعاصرين منذ 130000 عام، حيث يمثل خوي سان "مجموعة سكانية أسلاف" تقع في جنوب غرب إفريقيا (بالقرب من الحدود الساحلية لناميبيا وأنجولا).
بينما استمر التوسع البشري الحديث المبكر في إفريقيا جنوب الصحراء الكبرى قبل 130 ألف سنة، يبدو أن التوسع المبكر إلى شمال إفريقيا وآسيا قد اختفى في الغالب بحلول نهاية العصر الطباشيري الخامس (قبل 75000 سنة)، ولا يُعرف إلا من الأدلة الأحفورية ومن الخليط القديم. أعيد توطين أوراسيا من قبل البشر الحديثين الأوائل في ما يسمى "الهجرة الأخيرة خارج إفريقيا" بعد العصر الطباشيري الخامس، والتي بدأت منذ حوالي 70000-50000 سنة. في هذا التوسع، غادر حاملو مجموعة الحمض النووي للميتوكوندريا L3 شرق إفريقيا، ومن المحتمل أنهم وصلوا إلى شبه الجزيرة العربية عبر باب المندب، وفي الهجرة الساحلية الكبرى انتشرت إلى جنوب آسيا وجنوب آسيا البحرية وأوقيانوسيا بين 65000 و50000 سنة مضت، بينما تم الوصول إلى أوروبا وشرق وشمال آسيا منذ حوالي 45000 سنة. تشير بعض الأدلة إلى أن موجة مبكرة من البشر ربما وصلت إلى الأمريكتين منذ حوالي 40.000-25.000 سنة.
تم إثبات الدليل على المساهمة الساحقة لهذا التوسع "الحديث" (المستمد من L3) لجميع السكان غير الأفارقة بناءً على الحمض النووي للميتوكوندريا، جنبًا إلى جنب مع الأدلة القائمة على الأنثروبولوجيا الفيزيائية للعينات القديمة، خلال التسعينيات والعقد الأول من القرن الحادي والعشرين، كما تم دعمها أيضًا بواسطة الحمض النووي Y والحمض النووي الصبغي الجسدي. تم تعديل افتراض الاستبدال الكامل في العقد الأول من القرن الحادي والعشرين مع اكتشاف أحداث اختلاط (تداخل) بين مجموعات من الإنسان العاقل مع مجموعات من البشر القدماء خلال الفترة ما بين حوالي 100.000 و30.000 سنة مضت، سواء في أوراسيا أو في إفريقيا جنوب الصحراء الكبرى. تم العثور على خليط نياندرتال، في نطاق 1-4٪، في جميع السكان المعاصرين خارج أفريقيا، بما في ذلك الأوروبيون والآسيويون وبابوا غينيا الجديدة وأستراليا الأصلية والأمريكيون الأصليون وغيرهم من غير الأفارقة. يشير هذا إلى أن التزاوج بين إنسان نياندرتال والبشر الحديثين تشريحيًا حدث بعد الهجرة الأخيرة "خارج أفريقيا"، والتي من المحتمل أن تكون بين 60.000 و40.000 سنة مضت. أضافت تحليلات الخليط الأخيرة إلى التعقيد، حيث وجدت أن إنسان نياندرتال الشرقي يستمد ما يصل إلى 2٪ من أسلافه من البشر الحديثين تشريحيًا الذين غادروا أفريقيا منذ حوالي 100 ألف سنة. يختلف مدى خليط نياندرتال (وتداخل الجينات المكتسبة عن طريق الخليط) بشكل كبير بين المجموعات العرقية المعاصرة، حيث يكون غائبًا لدى الأفارقة، ومتوسطًا لدى الأوروبيين وأعلى في شرق آسيا.
وُجِد أن بعض الجينات المرتبطة بالتكيف مع الأشعة فوق البنفسجية والتي تم إدخالها من إنسان نياندرتال قد تم اختيارها في شرق آسيا على وجه التحديد من 45000 سنة مضت حتى حوالي 5000 سنة مضت. إن مدى الاختلاط القديم هو من حوالي 1% إلى 4% في الأوروبيين وشرق آسيا، وأعلى بين الميلانيزيين (الأخير لديه أيضًا خليط من أشباه البشر دينيسوفا بنسبة 4% إلى 6% بالإضافة إلى خليط إنسان نياندرتال). وبشكل تراكمي، يُقدَّر أن حوالي 20% من جينوم إنسان نياندرتال يظل موجودًا منتشرًا في السكان المعاصرين.
في سبتمبر 2019، أفاد العلماء بالتحديد المحوسب، بناءً على 260 فحصًا بالتصوير المقطعي المحوسب، لشكل جمجمة افتراضي لآخر سلف بشري مشترك للإنسان الحديث/إنسان نياندرتال، ممثل أقدم البشر الحديثين، واقترح أن البشر الحديثين نشأوا منذ ما بين 350.000 و 260.000 سنة من خلال اندماج السكان في شرق وجنوب إفريقيا بينما قد تمثل الحفريات في شمال إفريقيا سكانًا اندمجوا في إنسان نياندرتال خلال فترة ما قبل الحداثة.
وفقًا لدراسة نُشرت في عام 2020، هناك مؤشرات على أن 2% إلى 19% (أو حوالي 6.6% إلى 7.0%) من الحمض النووي لأربعة شعوب في غرب إفريقيا ربما جاءوا من إنسان بدائي غير معروف انفصل عن سلف البشر وإنسان نياندرتال بين 360 ألف سنة إلى 1.02 مليون سنة.

## التشريح
بشكل عام، يتمتع البشر المعاصرون ببنية أخف أو "رشيقة" مقارنة بالبشر القدماء (الإنسان البدائي) الذين كانوا أكثر "قوة". ومع ذلك، يُظهر البشر المعاصرون تنوعًا كبيرًا في العديد من السمات الفسيولوجية وقد يُظهرون أيضًا "قوة" ملحوظة في بعض الحالات. بالرغم من ذلك، لا يزال هناك عدد من التفاصيل الفسيولوجية التي يمكن اعتبارها تمييزًا موثوقًا بين فسيولوجيا إنسان نياندرتال والبشر المعاصرين تشريحيًا، مثل شكل الجمجمة، وحجم العظام، والتركيب العضلي، بالإضافة إلى الاختلافات في بنية الدماغ. هذه السمات تساعد في تحديد الاختلافات بين النوعين رغم وجود بعض التشابهات في بعض الجوانب.

### الحداثة التشريحية
يُستخدم مصطلح "الإنسان الحديث تشريحيًا" (AMH) بنطاق متفاوت حسب السياق، حيث يُستخدم للتمييز بين الإنسان العاقل "الحديث تشريحيًا" والبشر القدماء مثل إنسان نياندرتال وأشباه البشر من العصر الحجري القديم الأوسط والسفلي الذين يظهرون سمات انتقالية بين الإنسان المنتصب وإنسان نياندرتال. في التسعينيات، كان هناك تصنيف شائع لإنسان نياندرتال كنوع فرعي من الإنسان العاقل، تحت مسمى "إنسان نياندرتال المبكر"، بينما تم استخدام مصطلح "إنسان نياندرتال العاقل" للإشارة إلى إنسان كرومانيون أو الإنسان الحديث الأوروبي المبكر (EEMH). ومع مرور الوقت، أصبح من المعتاد تصنيف إنسان نياندرتال كنوع منفصل تمامًا عن الإنسان العاقل، مما جعل مصطلح AMH يشير إلى الإنسان العاقل في السياق الأوروبي، لكن هذا الموضوع لا يزال قيد النقاش.
في هذا الإطار الضيق لتعريف الإنسان العاقل، تم اكتشاف نوع فرعي جديد يسمى "هومو سابينس إيدالتو" في عام 2003، والذي يمكن أن يُدرج تحت فئة "الحديث تشريحيًا". يعتبر بعض العلماء أن الاعتراف بإيدالتو كنوع فرعي من الإنسان العاقل يبرر استخدام مصطلح "النوع الفرعي هومو سابينس إيدالتو" للبشر المعاصرين. ومع ذلك، يرى عالم الأنثروبولوجيا البيولوجية كريس سترينجر أن إيدالتو لا يتمتع بسمات مميزة كفاية داخل الإنسان العاقل ليتم تصنيفه كنوع فرعي منفصل.
في السنوات الأخيرة، استخدم تقسيم آخر للإنسان الحديث تشريحيًا، بحيث يتم تصنيفه إلى نوعين فرعيين: "مبكر" أو "قوي"، و"ما بعد العصر الجليدي" أو "رشيق". يُنظر إلى ظهور "الحداثة التشريحية الرشيقة" على أنه يعكس عملية تطور نحو هيكل عظمي أصغر وأكثر دقة، والتي بدأت منذ حوالي 50,000 إلى 30,000 عام.

### تشريح الدماغ
تفتقر الجمجمة البشرية المعاصرة إلى كعكة قذالية واضحة في الرقبة، وهي انتفاخة كانت تثبت عضلات الرقبة بشكل كبير في إنسان نياندرتال. يتمتع البشر المعاصرون، حتى الأوائل منهم، بدماغ أمامي أكبر مقارنة بالبشر القدماء، بحيث يقع الدماغ فوق العينين وليس خلفهما. هذا عادةً، وإن لم يكن دائمًا، يعطي جبهة أعلى وحاجبًا أقل. على الرغم من ذلك، يمتلك بعض البشر الأوائل في العصر الحديث وبعض البشر الأحياء حاجبين بارزين إلى حد ما، لكنهم يختلفون عن أسلافهم القدماء بوجود ثقب أو شق فوق العين، مما يشكل أخدودًا عبر الحافة فوق كل عين، وهو ما يقسم الحافة إلى جزء مركزي وجزئين طرفيين. في البشر الحاليين، غالبًا ما يبقى الجزء المركزي فقط من الحافة (إذا تم الحفاظ عليه على الإطلاق)، وهو ما يختلف عن البشر القدماء الذين كانت حافة الحاجب لديهم بارزة وغير مكسورة.
عادةً ما تكون الجبهة لدى البشر المعاصرين حادة ومستوية عموديًا، بينما كانت جباه أسلافهم مائلة بقوة للخلف. وفقًا لِديزموند موريس، تلعب الجبهة العمودية لدى البشر دورًا مهمًا في التواصل البشري من خلال حركات الحاجبين وتجاعيد جلد الجبهة.
بالنسبة لحجم الدماغ، فإن دماغ كل من إنسان نياندرتال والإنسان الحديث تشريحيًا (AMH) أكبر بشكل ملحوظ في المتوسط مقارنة بحجم دماغ الإنسان المنتصب، ولكن هناك تداخل في النطاقات بينهما. رغم أن أحجام الدماغ بين إنسان نياندرتال والإنسان الحديث تشريحيًا تتقارب، إلا أن هناك اختلافات في الأحجام النسبية لمناطق الدماغ الفردية، حيث يتمتع إنسان نياندرتال بأنظمة بصرية أكبر بكثير مقارنةً بالإنسان الحديث.

### تشريح الفك
بالمقارنة مع البشر القدماء، يتمتع البشر الحديثون تشريحيًا بأسنان أصغر وأشكال مختلفة. ينتج عن ذلك أسنان أصغر وأكثر تراجعًا، مما يجعل بقية خط الفك بارزًا، وبالتالي يعطي الذقن شكلًا بارزًا في كثير من الأحيان. الجزء المركزي من الفك السفلي، الذي يشكل الذقن، يحتوي على منطقة مثلثة الشكل تُسمى المثلث الذهني، وهي ميزة غير موجودة في البشر القدماء. في المجتمعات الحديثة، يتطلب استخدام النار والأدوات عددًا أقل من عضلات الفك، مما يؤدي إلى فكين أكثر نحافة ورشاقة. وبالمقارنة مع البشر القدماء، يمتلك البشر الحديثون وجوهًا أصغر وأقل ارتفاعًا.

### الهيكل العظمي للجسم
كانت هياكل أجسام أقدم البشر الحديثين وأكثرهم قوة أقل قوة من هياكل أجسام إنسان نياندرتال، وكذلك من هياكل إنسان دينيسوفا (من القليل الذي نعرفه عنهم). كانت الأبعاد الجسدية للبشر الحديثين تشريحيًا حديثة بشكل أساسي. فيما يتعلق بالعظام الطويلة للأطراف، كانت العظام البعيدة (مثل الكعبرة/الزند والظنبوب/الشظية) مشابهة في الحجم أو أقصر قليلاً من العظام القريبة (مثل العضد والفخذ). أما في البشر القدماء، وخاصة إنسان نياندرتال، فكانت العظام البعيدة أقصر، وهو ما يُعتقد أنه تكيف مع المناخ البارد، وهو نفس التكيف الذي يُلاحظ في بعض الأشخاص المعاصرين الذين يعيشون في المناطق القطبية.
تتداخل نطاقات الطول بين إنسان نياندرتال والبشر الحديثين تشريحيًا. تم الإشارة إلى متوسط الطول لدى إنسان نياندرتال ليكون 164 إلى 168 سم (65 إلى 66 بوصة) للذكور و152 إلى 156 سم (60 إلى 61 بوصة) للإناث، وهو ما يتطابق إلى حد كبير مع متوسط أطوال البشر الحديثين ما قبل الصناعة. أما في الوقت الحالي، تتراوح المتوسطات العالمية للطول بين 158 إلى 184 سم (62 إلى 72 بوصة) للذكور و147 إلى 172 سم (58 إلى 68 بوصة) للإناث. وتقترب نطاقات الطول الخاصة بإنسان نياندرتال من توزيع الطول المعاصر، كما هو ملاحظ في بعض شعوب منطقة الملايو.

## التطور الحديث
بعد استيطان البشر لأفريقيا منذ حوالي 130.000 سنة، والتوسع الأخير خارج إفريقيا منذ حوالي 70.000 إلى 50.000 سنة، كانت بعض المجموعات الفرعية من الإنسان العاقل معزولة بشكل أساسي لعشرات الآلاف من السنين قبل عصر الاكتشاف الحديث المبكر. وقد أدى ذلك، جنبًا إلى جنب مع الاختلاط القديم، إلى تباين وراثي كبير، الذي ثبت في بعض الحالات أنه نتيجة للاختيار الاتجاهي الذي حدث على مدار الخمسة عشر ألف عام الماضية، أي بعد أحداث الاختلاط القديم المحتملة بشكل كبير.

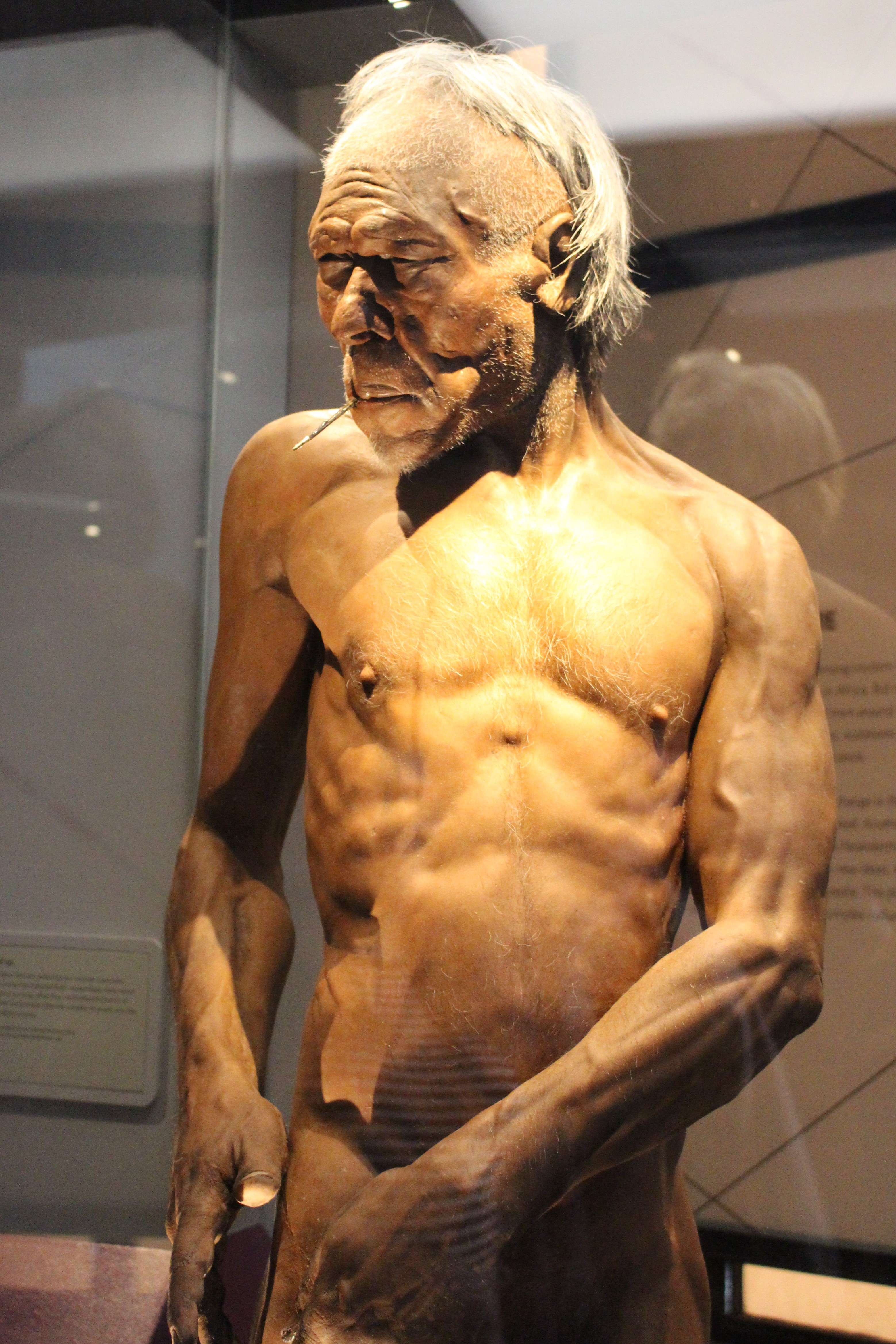
إعادة بناء رجل حديث من جنوب غرب أوروبا قبل.  30 ألف سنة مضت، متحف التاريخ الطبيعي بلندن.

يُعتقد أن بعض التكيفات المناخية، مثل التكيف مع الارتفاعات العالية لدى البشر، قد اكتسبت من خلال الاختلاط القديم. إن التسلل الجيني للمتغيرات الجينية المكتسبة من خلال الاختلاط القديم له توزيعات مختلفة في الأوروبيين وشرق آسيا، مما يعكس الاختلافات في الضغوط الانتقائية الحديثة. أفادت دراسة أجريت عام 2014 أن المتغيرات المشتقة من إنسان نياندرتال الموجودة في سكان شرق آسيا أظهرت تكتلًا في مجموعات وظيفية مرتبطة بالمسارات المناعية وتكوين الدم، بينما أظهرت السكان الأوروبيون تكتلًا في مجموعات وظيفية مرتبطة بعملية الهدم الدهني. كما وجدت دراسة أجريت عام 2017 ارتباطًا بين خليط إنسان نياندرتال والصفات الظاهرية في السكان الأوروبيين المعاصرين.
تم تتبع التغيرات الفسيولوجية أو الظاهرية إلى طفرات العصر الحجري القديم العلوي، مثل المتغير في شرق آسيا لجين EDAR، الذي يرجع تاريخه إلى حوالي 35,000 عام مضت.
تم تسريع التباعد الأخير للأنساب الأوراسية بشكل كبير خلال العصر الجليدي الأقصى الأخير (LGM)، والعصر الحجري الوسيط والعصر الحجري الحديث، بسبب زيادة ضغوط الانتقاء وبسبب تأثيرات المؤسس المرتبطة بالهجرة. تم العثور على الأليلات التي تتنبأ بالبشرة الفاتحة في إنسان نياندرتال، ولكن يُعتقد أن الأليلات الخاصة بالبشرة الفاتحة في الأوروبيين وشرق آسيا، المرتبطة بـ KITLG وASIP، (اعتبارًا من عام 2012) لم يتم اكتسابها من خلال اختلاط قديم ولكن طفرات حديثة منذ العصر الجليدي الأخير. تظهر النمط الظاهري المرتبط بالسكان "البيض" أو "القوقازي" من سلالة أوراسيا الغربية خلال العصر الجليدي الأخير، منذ حوالي 19,000 عام. تتراوح السعة القحفية المتوسطة في المجتمعات البشرية الحديثة في نطاق 1200 إلى 1450 سم³ للذكور البالغين. يرتبط حجم الجمجمة الأكبر بالمنطقة المناخية، حيث توجد أكبر المتوسطات في مجتمعات سيبيريا والقطب الشمالي. كان لدى كل من إنسان نياندرتال وEEMH أحجام جمجمة أكبر إلى حد ما في المتوسط من الأوروبيين المعاصرين، مما يشير إلى تخفيف ضغوط الانتقاء لحجم الدماغ الأكبر بعد نهاية العصر الجليدي الأخير.
إن الأمثلة على التكيفات اللاحقة المرتبطة بالزراعة وتدجين الحيوانات، بما في ذلك أنواع شرق آسيا من ADH1B المرتبطة بتدجين الأرز، أو استمرار اللاكتاز، ترجع إلى ضغوط الانتقاء الأخيرة.
وقد تم اقتراح تكيف أكثر حداثة لشعب ساما باجاو الأسترونيزي، الذي تطور تحت ضغوط الانتقاء المرتبطة بالعيش على الغوص الحر على مدى الألف عام الماضية أو نحو ذلك.

## الحداثة السلوكية

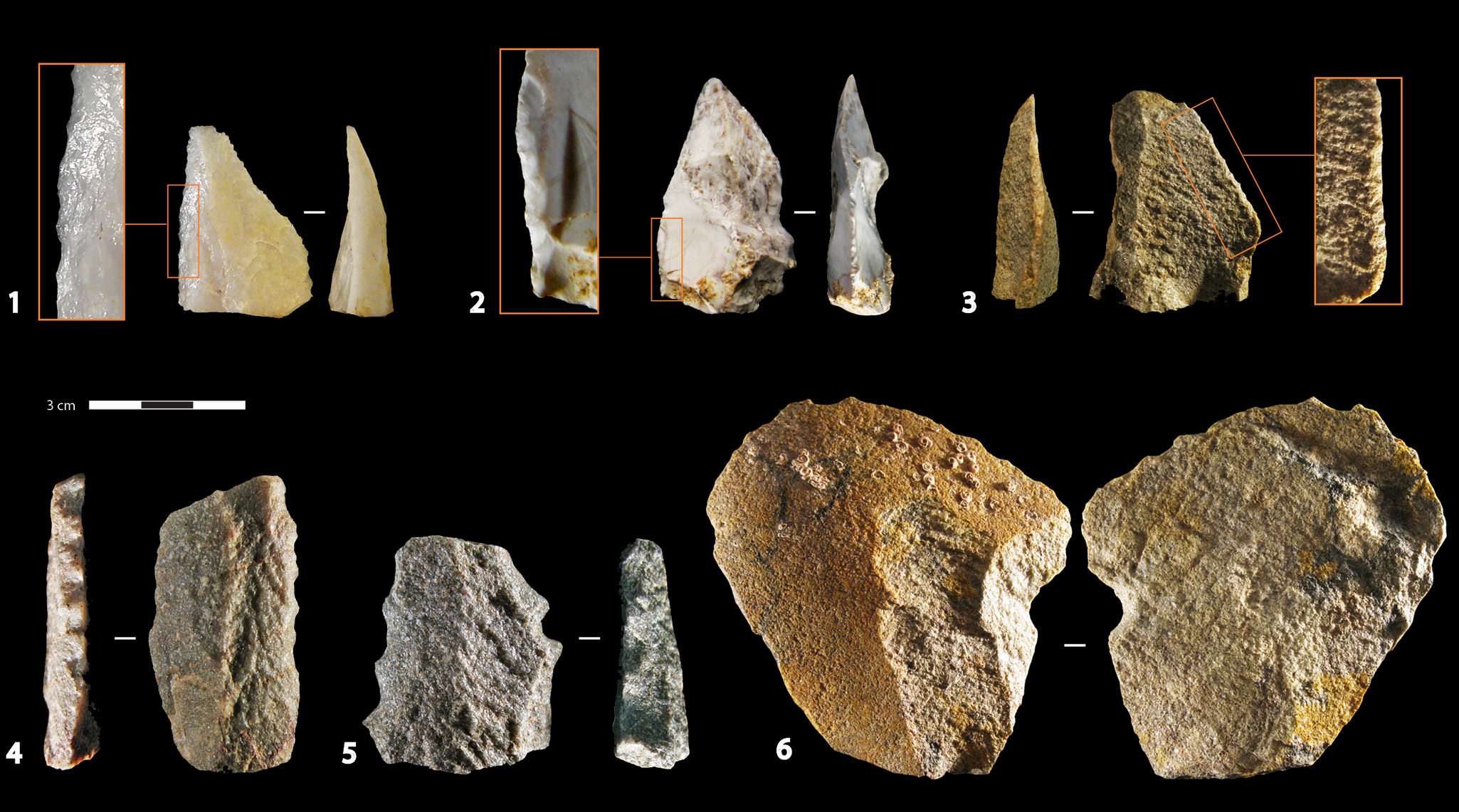
الصناعات الحجرية للإنسان العاقل المبكر في كهف بلومبوس، كيب الجنوبية، جنوب أفريقيا (حوالي 105,000 – 90,000 سنة).

يُعتقد أن الحداثة السلوكية، التي تشمل تطور اللغة والفن التصويري والأشكال المبكرة للدين وغيرها من السلوكيات المعقدة، قد نشأت قبل حوالي 40,000 عامًا، مما يمثل بداية العصر الحجري القديم العلوي (المعروف أيضًا في السياقات الأفريقية باسم العصر الحجري المتأخر). ومع ذلك، لا يزال هناك جدال واسع حول ما إذا كان أقدم البشر الحديثين تشريحيًا قد تصرفوا بشكل مشابه للبشر الحاليين من حيث السلوكيات الاجتماعية والثقافية.
الحداثة السلوكية تشمل عدة جوانب مثل اللغة المتطورة تمامًا (التي تتطلب التفكير المجرد)، التعبير الفني، الأشكال المبكرة للسلوك الديني، وزيادة التعاون الاجتماعي وتشكيل المستوطنات. كما أن هذه الفترة شهدت إنتاج أدوات معقدة مصنوعة من النوى الحجرية أو العظام أو قرون الأيائل، مما يدل على تطور تقنيات الصيد والتصنيع.
يشير مصطلح "العصر الحجري القديم العلوي" إلى الفترة التي شهدت توسع الإنسان الحديث في جميع أنحاء أوراسيا، وهو ما يتزامن مع ظهور فن العصر الحجري القديم مثل رسومات الكهوف، وكذلك تطور الابتكارات التكنولوجية مثل رامي الرماح. يبدأ العصر الحجري القديم العلوي تقريبًا منذ 50,000 إلى 40,000 سنة، ويتزامن مع اختفاء البشر القدماء مثل إنسان نياندرتال.
أما مصطلح "الحداثة السلوكية" فقد أثار جدلاً بين العلماء. بينما يستخدمه البعض للإشارة إلى مجموعة الخصائص التي تميز العصر الحجري القديم العلوي، يعتقد آخرون أن الحداثة السلوكية بدأت منذ حوالي 200,000 سنة مع ظهور الإنسان العاقل، بينما يربط آخرون المصطلح بالتطورات السريعة التي حدثت منذ حوالي 50,000 سنة. وقد اقترح البعض أن ظهور الحداثة السلوكية كان عملية تدريجية وليس حدثًا مفاجئًا.

### أمثلة على الحداثة السلوكية

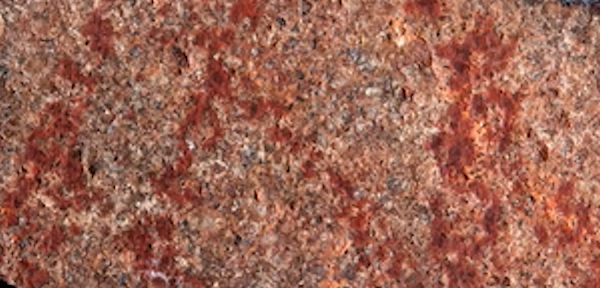
"أقدم رسم معروف للأيدي البشرية" تم اكتشافه في كهف بلومبوس في جنوب أفريقيا. يقدر أن يكون عملاً عمره 73000 عام للإنسان العاقل.

إن ما يعادل العصر الحجري القديم الأعلى الأوراسي في علم الآثار الأفريقي يُعرف بالعصر الحجري المتأخر، والذي بدأ أيضًا منذ حوالي 40000 عام. وفي حين أن معظم الأدلة الواضحة على الحداثة السلوكية التي تم الكشف عنها من أواخر القرن التاسع عشر كانت من أوروبا، مثل تماثيل فينوس وغيرها من القطع الأثرية من العصر الأوريجاني، فقد أظهرت الأبحاث الأثرية الأحدث أن جميع العناصر الأساسية لهذا النوع من الثقافة المادية النموذجية لصيادي وجامعي الثمار المعاصرين في جنوب إفريقيا كانت موجودة أيضًا منذ ما لا يقل عن 40000 عام، بما في ذلك أعواد الحفر المصنوعة من مواد مماثلة تستخدم اليوم، وخرز قشر بيض النعام، ورؤوس الأسهم العظمية مع علامات صانع فردية محفورة ومغطاة بالمغرة الحمراء، وأدوات وضع السم. هناك أيضًا اقتراح مفاده أن "التقشر تحت الضغط يفسر بشكل أفضل مورفولوجيا القطع الأثرية الحجرية المستردة من مستويات العصر الحجري الأوسط التي تعود إلى حوالي 75 ألف سنة في كهف بلومبوس بجنوب إفريقيا. وقد استُخدمت هذه التقنية أثناء التشكيل النهائي لنقاط ستيل باي ثنائية الوجه المصنوعة على السليكون المعالج بالحرارة".
كان يُعتقد سابقًا أن كلًا من التقشر تحت الضغط والمعالجة الحرارية للمواد حدثا في وقت لاحق كثيرًا في عصور ما قبل التاريخ، وكلاهما يشير إلى تطور سلوكي حديث في استخدام المواد الطبيعية. تشير تقارير أخرى عن الأبحاث في مواقع الكهوف على طول الساحل الجنوبي الإفريقي إلى أن "النقاش حول متى ظهرت الخصائص الثقافية والإدراكية النموذجية للإنسان الحديث لأول مرة" قد يقترب من نهايته، حيث تم العثور على "تقنيات متقدمة بسلاسل إنتاج معقدة" والتي "تتطلب غالبًا نقلًا عالي الدقة وبالتالي لغة" في موقع Pinnacle Point 5-6 في جنوب إفريقيا. وقد تم تأريخها إلى ما يقرب من 71000 عام. يقترح الباحثون أن أبحاثهم "تُظهر أن تقنية الميكروليثية نشأت في وقت مبكر في جنوب إفريقيا بحلول 71 ألف سنة مضت، وتطورت على مدى فترة زمنية شاسعة (حوالي 11000 عام)، وكانت مقترنة عادةً بمعالجة حرارية معقدة استمرت لما يقرب من 100000 عام. كانت التقنيات المتقدمة في إفريقيا مبكرة ودائمة؛ عينة صغيرة من المواقع المحفورة في إفريقيا هي أفضل تفسير لأي نمط "وميض" متصور. " وقد تم التكهن بأن الزيادة في التعقيد السلوكي كانت مرتبطة بتغير مناخي سابق لظروف أكثر جفافًا بين 135000 و 75000 عام مضت. ربما أدى هذا إلى توسع الجماعات البشرية التي كانت تبحث عن ملجأ من الجفاف الداخلي، على طول المستنقعات الساحلية الغنية بالمحار والموارد الأخرى. نظرًا لأن مستويات سطح البحر كانت منخفضة بسبب الكثير من المياه المحصورة في الأنهار الجليدية، فإن مثل هذه المستنقعات كانت موجودة على طول السواحل الجنوبية لأوراسيا. ربما ساعد استخدام الطوافات والقوارب في تسهيل استكشاف الجزر البحرية والسفر على طول الساحل، وفي النهاية سمح بالتوسع إلى غينيا الجديدة ثم إلى أستراليا.
بالإضافة إلى ذلك، تم اكتشاف مجموعة متنوعة من الأدلة الأخرى على الصور المجردة، واستراتيجيات الكفاف الموسعة، والسلوكيات "الحديثة" الأخرى في إفريقيا، وخاصة جنوب وشمال وشرق إفريقيا، والتي سبقت 50000 عام (وبعضها يعود إلى 100000 عام). على سبيل المثال، يشتهر موقع كهف بلومبوس في جنوب إفريقيا بألواح مستطيلة من المغرة محفورة بتصاميم هندسية. باستخدام تقنيات تأريخ متعددة، تم تأكيد أن الموقع يعود تاريخه إلى حوالي 77000 و100000-75000 عام. تم العثور على حاويات من قشر بيض النعام محفورة بتصاميم هندسية يعود تاريخها إلى 60000 عام في ديبكلوف، جنوب إفريقيا. تم العثور على حبات وزخارف شخصية أخرى من المغرب والتي قد يصل عمرها إلى 130.000 عام؛ كما أن كهف الموقد في جنوب إفريقيا قد أنتج عددًا من الخرز يعود تاريخه إلى ما قبل 50.000 عام، وحبات صدفية يعود تاريخها إلى حوالي 75.000 عام في كهف بلومبوس، جنوب إفريقيا. كما تم العثور على أسلحة مقذوفة متخصصة في مواقع مختلفة في العصر الحجري الأوسط في إفريقيا، بما في ذلك رؤوس الأسهم العظمية والحجرية في مواقع جنوب إفريقيا مثل كهف سيبودو (إلى جانب إبرة عظمية مبكرة وجدت أيضًا في سيبودو) يعود تاريخها إلى ما يقرب من 72.000-60.000 عام مضت وقد يكون بعضها قد تم حشوها بالسموم، وحراب عظمية في موقع كاتاندا في وسط إفريقيا يعود تاريخها إلى حوالي. منذ 90000 سنة. كما توجد أدلة على المعالجة الحرارية المنهجية لحجر السيليكا لزيادة قابليته للتقشر لغرض صناعة الأدوات، والتي بدأت منذ حوالي 164000 سنة في موقع بيناكل بوينت في جنوب إفريقيا وأصبحت شائعة هناك لإنشاء أدوات ميكروليثية منذ حوالي 72000 سنة.
في عام 2008، تم اكتشاف ورشة معالجة المغرة التي من المحتمل أن تكون لإنتاج الدهانات يعود تاريخها إلى حوالي 100000 سنة في كهف بلومبوس، جنوب إفريقيا. يُظهر التحليل أنه تم إنتاج خليط غني بالصبغة المسالة وتخزينه في صدفتي أذن البحر، وأن المغرة والعظام والفحم وأحجار الشحذ وأحجار المطرقة شكلت أيضًا جزءًا مركبًا من مجموعات الأدوات. تشمل الأدلة على تعقيد المهمة الحصول على والجمع بين المواد الخام من مصادر مختلفة (مما يعني أن لديهم قالبًا ذهنيًا للعملية التي سيتبعونها)، وربما باستخدام تقنية الحرق لتسهيل استخراج الدهون من العظام، واستخدام وصفة محتملة لإنتاج المركب، واستخدام حاويات الصدف للخلط والتخزين للاستخدام لاحقًا. السلوكيات الحديثة، مثل صنع حبات الصدف وأدوات العظام والسهام، واستخدام صبغة المغرة، واضحة في موقع كيني منذ 78000-67000 سنة. تم اكتشاف أدلة على أسلحة المقذوفات المبكرة ذات الرؤوس الحجرية (أداة مميزة للإنسان العاقل)، رؤوس الرماح الحجرية أو رمي الرماح، في عام 2013 في موقع جادموتا الإثيوبي، ويرجع تاريخها إلى حوالي 279000 سنة مضت.
وقد لوحظت استراتيجيات البقاء المتوسعة إلى ما هو أبعد من صيد الحيوانات الكبيرة والتنوع الناتج في أنواع الأدوات كعلامات على الحداثة السلوكية. وقد أظهر عدد من المواقع في جنوب أفريقيا اعتماداً مبكرًا على الموارد المائية من الأسماك إلى المحار. ويُظهِر موقع بيناكل بوينت، على وجه الخصوص، استغلال الموارد البحرية منذ ما يقرب من 120 ألف عام، ربما استجابةً لظروف أكثر جفافًا في الداخل. إن ترسيخ الاعتماد على رواسب المحار المتوقعة، على سبيل المثال، من شأنه أن يقلل من القدرة على الحركة ويسهل النظم الاجتماعية المعقدة والسلوك الرمزي. كما يُظهِر كهف بلومبوس والموقع 440 في السودان أدلة على الصيد أيضًا. وقد تم تفسير التغير في هياكل الأسماك من كهف بلومبوس على أنه صيد للأسماك الحية، وهو سلوك بشري مقصود بوضوح.
ومن المعروف أن البشر في شمال أفريقيا (نزلة الصباحة، مصر) قد شاركوا في تعدين الصوان، منذ ما يقرب من 100 ألف عام، لبناء الأدوات الحجرية.
في عام 2018، تم اكتشاف أدلة يرجع تاريخها إلى حوالي 320.000 سنة مضت في موقع أولورجيسايلي في كينيا، تشير إلى ظهور مبكر للسلوكيات الحديثة بما في ذلك: التجارة ونقل الموارد لمسافات طويلة (مثل حجر السج)، واستخدام الصبغات، وإمكانية صنع رؤوس المقذوفات. لاحظ مؤلفو ثلاث دراسات أجريت عام 2018 على الموقع أن أدلة هذه السلوكيات معاصرة تقريبًا لأقدم بقايا حفريات الإنسان العاقل المعروفة من إفريقيا (مثل جبل إرهود وفلوريسباد)، ويقترحون أن السلوكيات المعقدة والحديثة بدأت في إفريقيا في وقت ظهور الإنسان العاقل.
في عام 2019، عُثر على مزيد من الأدلة على أسلحة المقذوفات المعقدة من العصر الحجري الأوسط في إفريقيا في أدوما، إثيوبيا، والتي يرجع تاريخها إلى 100.000-80.000 سنة مضت، في شكل رؤوس يُعتقد أنها تنتمي على الأرجح إلى السهام التي أطلقها رماة الرماح.

## وتيرة التقدم خلال تاريخ الإنسان العاقل
يبدو أن التقدم التكنولوجي والثقافي للإنسان العاقل قد تسارع بشكل كبير في الألفية الأخيرة مقارنة بالفترات المبكرة للإنسان العاقل. قد يكون السبب في ذلك هو زيادة عدد السكان بشكل هائل، مما يعني وجود مزيد من البشر الذين يمكنهم التفكير في الابتكارات والمساهمة في التطور، بالإضافة إلى زيادة التواصل وتبادل الأفكار بين البشر. كما ساعد تراكم أدوات التفكير والابتكار على تسريع هذا التقدم. مع ذلك، قد يكون السبب أيضًا أن البشر في كل فترة يرون تقدمهم أسرع نسبيًا لأن التقدم السابق لم يُعترف به بالقدر الكافي في حينه.